# António de Noronha
António de Noronha, aussi connu sous le nom de Antão de Noronha, est le 12e capitaine-major du Ceylan portugais, et le 25e Vice-roi de l'Inde portugaise

## Biographie
Il captura Mangalore et construisit un fort entre 1564 et 1568.